# Oliver Späth
Oliver Späth (* 11. Oktober 1990 in Offenburg) ist ein deutscher Faustballspieler.

## Karriere
Späth spielte zunächst in der ersten Mannschaft des TSV Pfungstadt, mit dem er am 25. März 2017 die deutsche Meisterschaft im Faustball erkämpfte. Danach wechselte er zum FBC Offenburg, bei dem er als Abwehrspieler eingesetzt wurde.
Oliver Späth wurde auch in die Faustballnationalmannschaft berufen, mit der er bei den World Games 2017 in Breslau die Goldmedaille gewann. Dafür wurden er und die Mannschaft von Bundespräsident Steinmeier am 13. Oktober 2017 mit dem Silbernen Lorbeerblatt ausgezeichnet. 2018 wurde er mit der Nationalmannschaft Europameister, 2019 Weltmeister.

## Privates
Späth war von 2018 bis 2019 Referendar am Markgräfler Gymnasium Müllheim und wurde 2020 Lehrer am Clara-Schumann-Gymnasium in Lahr/Schwarzwald. Er unterrichtet die Fächer Sport, Physik, NwT, Erdkunde und Wirtschaft.

## Erfolge
Nationalmannschaft
- 2017: World-Games-Sieger (Polen)
- 2018: Europameister (Adelmannsfelden/Deutschland)
- 2019: Weltmeister (Winterthur/Schweiz)